# Kansai Denryoku
Kansai Denryoku K.K. (jap. 関西電力株式会社, Kansai denryoku kabushiki kaisha; wörtlich: Elektrische Energie Kansai, kurz: 関電, Kanden; engl. The Kansai Electric Power Co., Inc., kurz: KEPCO) ist ein im Nikkei 225 gelistetes Energieversorgungsunternehmen, das Strom in der Kansai-Region von Japan anbietet. Zu den Kunden zählen mehr als dreizehn Millionen Einwohner dieser Region. 2015 waren fast 34.000 Menschen im Unternehmen beschäftigt. Der Umsatz betrug mehr als 28 Milliarden Dollar.
Aufgrund der englischen Abkürzung und der Branche kommt es oftmals zu Verwechslungen mit dem koreanischen Energieversorger Korea Electric Power Corporation.

## Geschichte
Kurz vor Beginn des Zweiten Weltkriegs wurden im April 1939 alle stromerzeugenden Unternehmen verstaatlicht und 1942 zu neun Staatsunternehmen zusammengefasst. Auf Betreiben von Yasuzaemon Matsunaga, dem Vorsitzenden des Rates zur Reorganisation der Stromindustrie, ließen die Alliierten Besatzungsbehörden diese neun Unternehmen zum 1. Mai 1951 privatisieren, wobei eines davon die Kansai Denryoku war. Diese behielten zunächst ihre regionalen Monopole und ab der ineffektiven Liberalisierung des Strommarktes 1995 regionale Quasi-Monopole.

## Betrieb von Kernkraftwerken
Kansai Denryoku gehört zu den größeren Betreibern von Kernkraftwerken in Japan. Vor der Nuklearkatastrophe von Fukushima betrieb das Unternehmen elf Reaktoren an den Standorten Mihama, Oi und Takahama. Zwischen 2015 und 2017 legte das Unternehmen vier seiner Reaktoren still, während es vier weitere wiederanfuhr. Drei weitere Reaktoren, Mihama 3 sowie Takahama 1 und 2, haben 20-jährige Laufzeitverlängerungen erhalten, werden umfassend modernisiert und sollen 2020/21 als die ältesten aktiven Reaktoren Japans wiederaufgefahren werden.

## Vorfälle
Am 9. August 2004 berichtete das Unternehmen von vier Todesfällen unter seinen Beschäftigten, die durch einen Störfall im Kernkraftwerk Mihama in der Präfektur Fukui ums Leben kamen. Ein radioaktives Leck sei aber nach Angaben des Unternehmens bei diesem Störfall nicht entstanden.
Am 22. März 2006 wurden zwei Beschäftigte in einem Feuer verletzt, das vier Stunden lang dauerte.